# Hadena hoenei
Hadena hoenei là một loài bướm đêm trong họ Noctuidae.